# 2008年世界房車錦標賽歐洲站
2008年世界房車錦標賽歐洲站是2008年度世界房車錦標賽的第九站賽事，正式比賽在2008年9月21日於意大利法拉利賽道上舉行。第一回合由西亞車隊的伊雲·梅拿勝出，第二回合由N.Technology車隊的湯臣勝出。